# Baia di Hilo
La baia di Hilo è una grande baia della costa orientale dell'isola di Hawaii.
La baia bagna la città di Hilo, il principale centro dell'isola. A nord della baia si estende, alle pendici del Mauna Kea, la costa Hamakua, mentre a sud della baia si trova, alle pendici del Mauna Loa, il distretto di Puna. L'area nell'entroterra della baia fa parte del distretto di Hilo nord e di quello di Hilo sud, appartenenti alla contea di Hawaii. Banyan Drive attraversa i giardini Liliʻuokalani vicino al centro di Hilo, ai margini della baia.

## Storia
L'antico nome hawaiano per il villaggio sulla baia era Waiākea. Dopo essere stata censita nel 1825 da Charles Robert Malden dell'HMS Blonde, la baia fu battezzata Byron's Bay in onore del capitano George Byron, VII barone di Byron, mentre ancora oggi la barriera corallina sul lato orientale della baia si chiama barriera del Blonde in ricordo del vascello. Il primo frangiflutti attraverso la baia fu iniziato nel 1908 su contratto con l'ingegnere Delbert Metzger. Fu ampliato nel 1911 e completato nel 1929. La piccola isola Moku Ola era il sito di un antico tempio dedicato alla guarigione.

## Tsunami

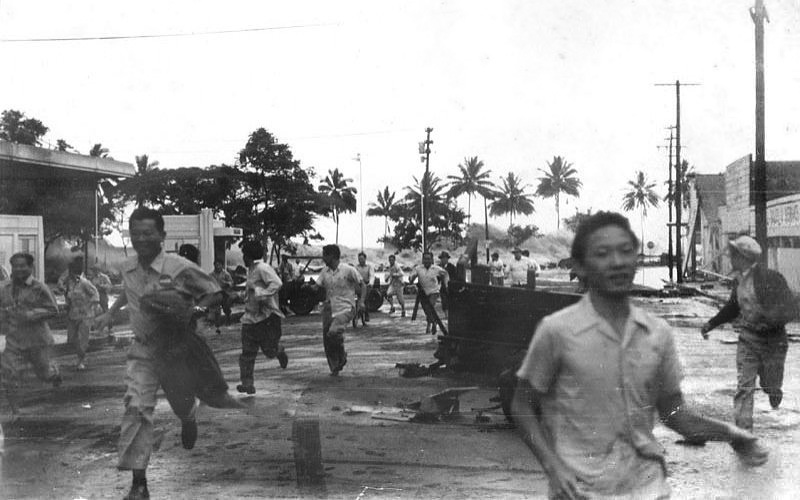
Lo tsunami del 1946

La baia di Hilo gode della triste nomea di "capitale degli tsunami degli Stati Uniti". La topografia della baia amplifica infatti gli tsunami causati da terremoti in aree attive anche molto distanti quali il Cile e le isole Aleutine. Il 1 aprile 1946 l'area fu duramente colpita dallo tsunami causato dal terremoto delle isole Aleutine del 1946 che nella baia uccise 96 persone. Il 23 maggio 1960 lo tsunami generato dal terremoto di Valdivia del 1960 uccise 61 persone a Hilo. Dopo il terremoto del Cile del 27 febbraio 2010, il Centro di allarme tsunami del Pacifico ha fatto suonare le sirene e sono state ordinate evacuazioni, ma non ci sono stati feriti.